# Lenox Hill

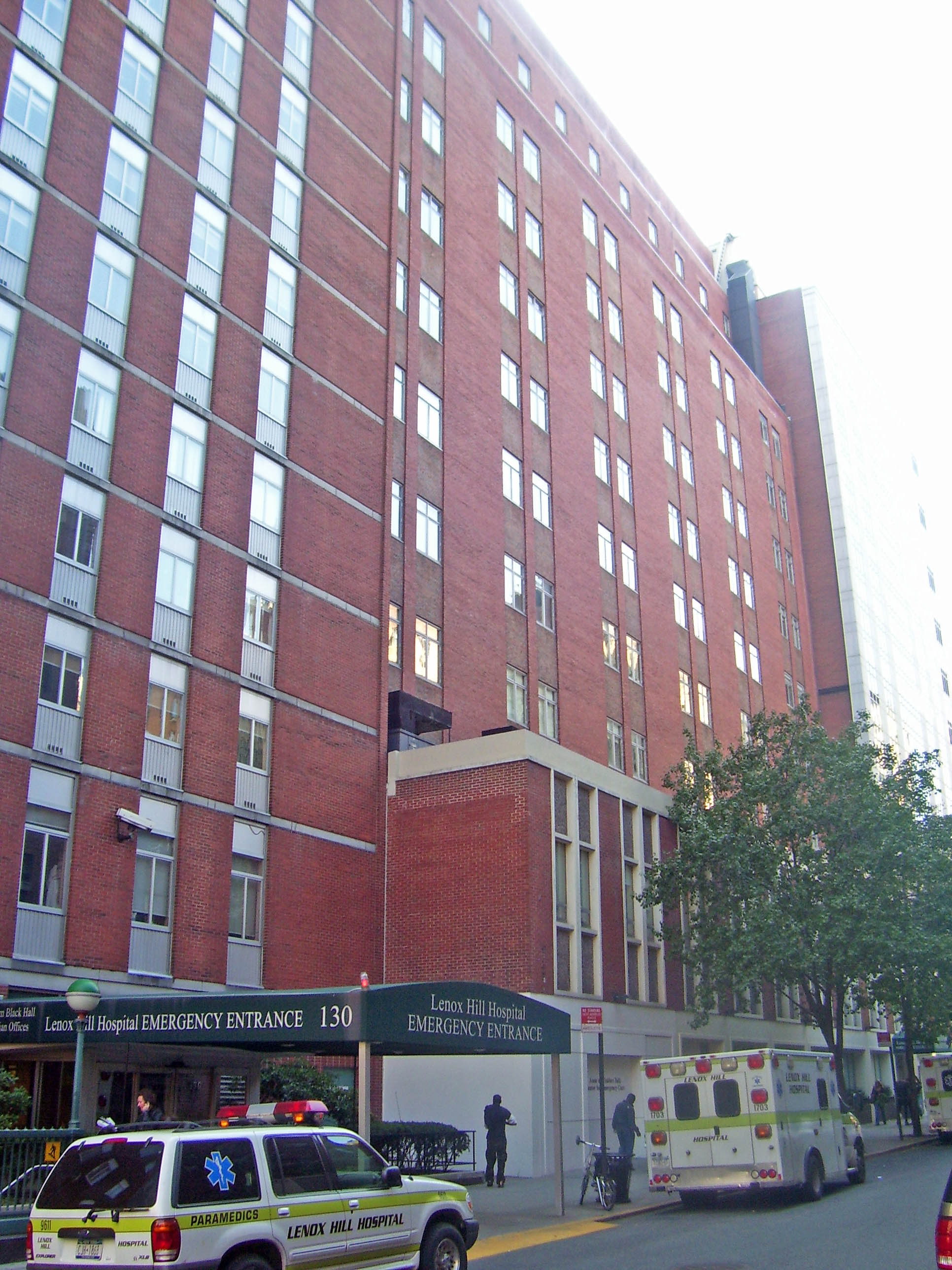
Das Lenox Hill Hospital in der 77th Street.

Lenox Hill ist ein Viertel im Stadtteil Upper East Side im Stadtbezirk Manhattan, New York City.

## Lage
Lenox Hill ist der südlichste Teil der Upper East Side nördlich von Midtown Manhattan. Allgemein gilt die 59th Street als südliche und die 77th Street als nördliche Grenze des Viertels. Laut The Encyclopedia of New York ist die Fifth Avenue die westliche Grenze und Lexington Avenue die östliche, wobei die Ostgrenze umstritten ist und zum Beispiel bei Google Maps der East River die östliche Grenze bildet.

## Geschichte

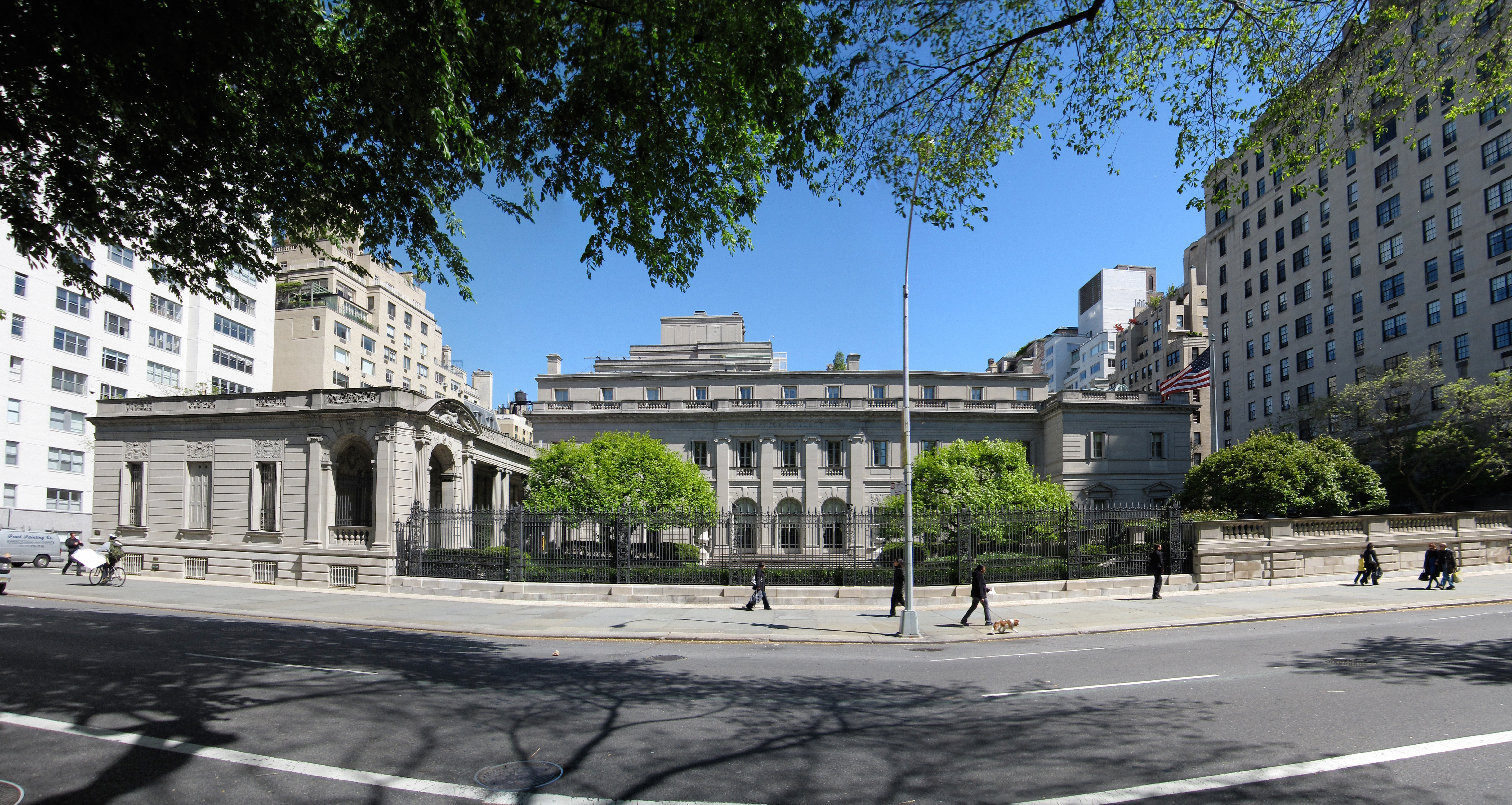
Das Museum Frick Collection an der Fifth Avenue und 70th Street in Lenox Hill.

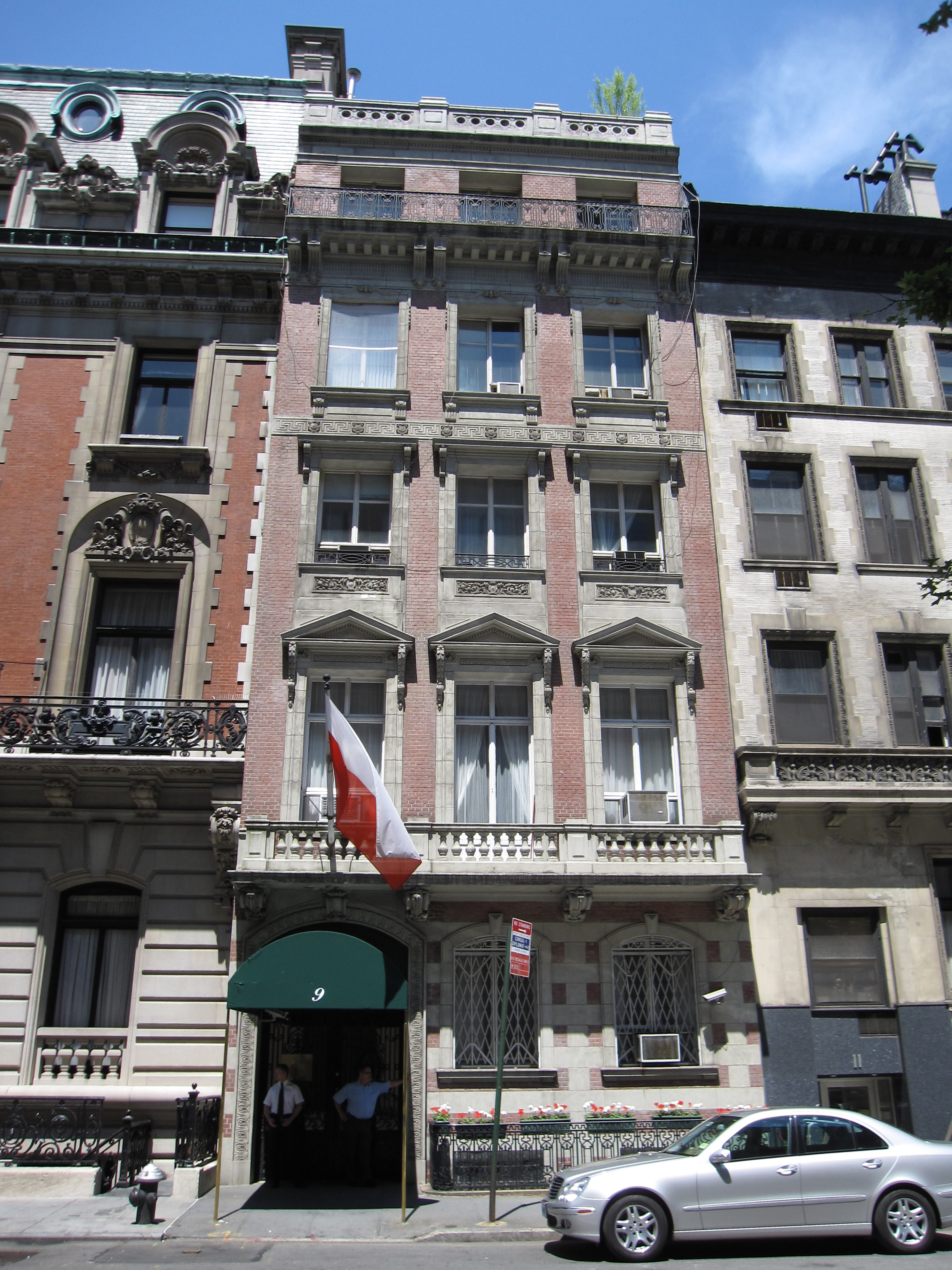
Das Charles Scribner House in der 66th Street dient heute in Lenox Hill als Botschaft der Republik Polen bei den Vereinten Nationen.

Das Viertel wurde nach dem Farmbesitzer Robert Lenox (1759–1839) benannt. Er war ein schottischer Kaufmann, der über 12 Hektar Land am 5-Meilen-Stein ("five-mile stone") besaß, das sich von der Fifth Avenue zur Fourth Avenue und von der 68th Street zur 74th Street erstreckte.
Für die damals sehr hohe Summe von 6420 Dollar erwarb Robert Lenox den ersten Teil dieses Grundstücks im Jahre 1818 bei einer Auktion im Tontine Coffee House, wo der von Hypotheken belastete Grund und Boden von Archibald Gracie versteigert wurde. Da er der Nachlassverwalter von Gracies Anwesen war, tat er dies auch, um die Erben von Gracie vor einer Kündigung der Hypothek zu bewahren. Einige Monate später erwarb er drei weitere Parzellen, womit er seinen Besitz in nördlicher Richtung bis zur 74th Street erweiterte. Danach wurden diese Parzellen als „Lenox Farm“ bezeichnet.
Die Five Mile Post Farm, das Farmhaus der Lenox Farm, stand auf einer Erhebung zwischen der Fifth Avenue und Madison Avenue und der 70th Street und 71st Street, welche der Hügel (englisch: "hill") gewesen sein muss, sollte dieser Grundbesitz jemals "Lenox Hill" geheißen haben. Die Eisenbahnstrecke "right-of-way" der New York and Harlem Railroad führte an der Ostgrenze des Anwesens vorbei.
Die Kinder von Robert Lenox James Lenox und Henrietta A. Lenox wuchsen nicht auf der Five Mile Post Farm auf, sondern in Lower Manhattan im Eckhaus 53 Fifth Avenue und 12th Street. Sie blieben unverheiratet. James Lenox teilte später den überwiegenden Teil des Farmlands in Baugrundstücke auf und verkaufte diese während der 1860er und 1870er Jahre. Er spendete auch Land für die Union Theological Seminary entlang der Eisenbahnstrecke "right-of-way" zwischen der 69th Street und 70th Street. Direkt nördlich davon spendete er einen ganzen Block zwischen der Madison Avenue und Fourth Avenue und der 70th Street und 71st Street für das Presbyterian Hospital. Er baute die Lenox Library entlang einer ganzen Blockfont an der Fifth Avenue. Hier ist heute die Frick Collection untergebracht.
Als nach dem Ersten Weltkrieg eine anti-deutsche Stimmung in New York City herrschte, wurde im Juli 1918 das German Hospital in Lenox Hill Hospital umbenannt. Dies gab zugleich den Anstoß, diese Gegend Lenox Hill zu nennen – höchstwahrscheinlich als Analogie zu Murray Hill, das damals ein "In-Viertel" war. Das Krankenhaus selbst steht nicht auf dem Gebiet der früheren Lenox Farm: Es befindet sich zwischen der 76th und 77th Street und der Park Avenue und Lexington Avenue.